# Trichosacme lanata
Trichosacme lanata là một loài thực vật có hoa trong họ La bố ma. Loài này được Zucc. miêu tả khoa học đầu tiên năm 1846.